# Kongeriget Gwynedd
Fyrstedømmet eller Kongeriget Gwynedd (middelalderlatin: Venedotia eller Norwallia; Middle Welsh: Guynet,) var en af de små stater som opstod efter Romerriget i Sub-romersk Storbritannien i 400-tallet under den angelsaksiske bosætning i Storbritannien.
Kongeriget lå i det nordvestlige Wales og Gwynedds regenter opnåede flere gange stor indflydelse i Wales og blev kaldt "King of the Britons" før de mistede magten som følge af borgerkrige eller invasioner. Gruffydd ap Llywelyns kongerige blev splittet op efter saksernes invasion i 1063 umiddelbart inden den normanniske invasion af Wales. Under Gruffudd ap Cynan formåede Huset Aberffraw langsomt at genopbygge kongeriget indtil Llywelyn den Store af Gwynedd formåede at udråbe Fyrstedømmet Wales ved Aberdyfi i 1216. Riget varede indtil Edvard 1.'s erobring af Wales i 1283.